# Walter Motz
Walter Motz (* 22. März 1909 in Steinbach-Hallenberg, Thüringen; † 5. März 1999 in München, Bayern) war ein deutscher Skilangläufer.
Motz errang bei den Nordischen Skiweltmeisterschaften 1933 in Innsbruck und bei den Nordischen Skiweltmeisterschaften 1935 in Vysoké Tatry jeweils den vierten Platz mit der Staffel. Seinen größten Erfolg hatte er bei den Nordischen Skiweltmeisterschaften 1934 in Sollefteå. Dort holte er die Silbermedaille mit der Staffel. Bei seiner einzigen Olympiateilnahme 1936 in Garmisch-Partenkirchen belegte er den 18. Platz über 18 km. In den Jahren 1932, 1933, 1934 und 1936 wurde er deutscher Meister mit der Staffel. Motz war Sturmführer im NSKK.